# Frank Dailey
Frank Dailey (circa 1901 - Montclair, 27 februari 1956) was een Amerikaanse bigband-leider. Hij leidde verschillende orkesten, onder meer met de zangeres Louise Wallace en zanger Irving Kaufman. Hij was bovendien eigenaar van een van de belangrijkste ballrooms in het swing-tijdperk: Meadowbrook, in Cedar Grove (New Jersey), waar artiesten en musici optraden als Frank Sinatra en Glenn Miller (in 1939).
- Library of Congress Control Number: no2008064224
- Virtual International Authority File: 68739552
- WorldCat: E39PBJc7Qp666VDfTY93rKwQv3